# Volborthite
La volborthite è un minerale.